# Паметник на участниците в Старозагорското въстание
Паметникът на участниците в Старозагорското въстание се намира в парк „Александър Стамболийски“ в Стара Загора. Издигнат е през 1965 г. по повод 90-годишнината от обявяването на Старозагорското въстание от 1875 г. Автор на паметника е скулпторът Любомир Петров.
На това място ежегодно се провеждат чествания и общоградски ритуали (намира се в близост до „Войнишкия паметник“).

## История
При премахване на тревната лента в средата на ул. „Цар Симеон Велики“ е счупена разположената там плоча, посветена на Старозагорското въстание. Тогава на младия скулптор Любомир Петров (починал 2019 г.) е възложено да създаде нов паметник през 1965 г., докато той все още е студент. Това е първата му творба в Стара Загора. Надписите на новия паметник са същите, каквито на предишната плоча.

## Композиция
Паметникът е изработен от бял мрамор с приблизителна височина от 3 м.
Изобразява четници от Старозагорското въстание с развято знаме на Чадър могила (днешния квартал „Самара“, където е издигнат мемориалният комплекс „Бранителите на Стара Загора“). Старозагорското знаме е първообраз на българския национален флаг (трикольора от бяло, зелено и червено). Изобразени са Георги Икономов – войвода на четата и знаменосеца Койчо Георгиев. На знамето личи част от извезания надпис „Свобода или смърт“.
На северната страна на паметника са издълбани лъв и 39 имена на членове на Старозагорския революционен комитет и участници във въстанието, в следния ред:
1. Стефан Стамболов – Търново
2. Кольо Ганчев
3. Михаил и Георги Жекови
4. Господин Михайловски
5. Георги Апостолов
6. Стефан Чифудов
7. Койчо Байрактар
8. Минко Минев
9. Кольо Райнов
10. Георги Кюмюрев
11. Димчо Стаев
12. Илия Куртев
13. Никола Стойнев
14. Костаки Найденов
15. Теньо Милошев
16. Илия Богданов
17. Иван Кавалджията
18. Петко Демирджията
19. Марко Иванов
20. Стойчо Дохчето
21. Сава Ганчев
22. Христаки Генчев
23. Васил Манолов
24. Желязко Николов
25. Петко Танев
26. Георги Колев
27. Стефан Сливков
28. Бойчо Атанасов
29. Димитър Граматарина
30. Георги Дечев
31. Иван Кантарджиев
32. Иван Бурията
33. Христо Шиваров
34. Димитър Зюлето – Ст. Загора
35. Георги Икономов – Сливен
36. Захарий Стоянов – с. Медвен
37. Дойчо Фесчията – Сопот
38. Цанко Курдурджията – Трявна

## Галерия
- Югозападна страна
- Югоизточна страна
- Северна страна